# Sing, Little Birdie
Chansons représentant le Royaume-Uni au Concours Eurovision de la chanson
All
(1957) Looking High, High, High
(1960)
Singles de Pearl Carr & Teddy Johnson
How Wonderful to Know
(1961)
Sing, Little Birdie (« Chante, petit oiseau » en anglais) est la chanson interprétée par le duo mari et femme anglais Pearl Carr & Teddy Johnson et dirigée par Eric Robinson pour représenter le Royaume-Uni au Concours Eurovision de la chanson 1959 qui se déroulait à Cannes, en France.
Elle est intégralement interprétée en anglais, langue nationale, comme le veut la coutume avant 1966.
Il s'agit de la dixième chanson interprétée lors de la soirée, après Ferry Graf qui représentait l'Autriche avec Der K und K Kalypso aus Wien et avant Bob Benny qui représentait la Belgique avec Hou toch van mij. À l'issue du vote, elle a obtenu 16 points, se classant 2e sur 11 chansons battue par la chanson Een beetje de Teddy Scholten pour les Pays-Bas,.

## Classements
| Classement (1959)              | Meilleure position |
| ------------------------------ | ------------------ |
| Pays-Bas (Single Top 100)      | 14                 |
| Royaume-Uni (UK Singles Chart) | 12                 |